# Pat Kennedy
Matthew Patrick Kennedy, detto Pat (Hoboken, 28 gennaio 1908 – Mineola, 16 giugno 1957), è stato un arbitro di pallacanestro statunitense, membro del Naismith Memorial Basketball Hall of Fame dal 1959.
Ha arbitrato incontri a livello professionistico, di college e di high school dal 1928 al 1956. Ha iniziato arbitrare in American Basketball League già all'età di 20 anni, arrivando a dirigire fino a 10 incontri a settimana.
Tra il 1946 ed il 1950 ha ricoperto l'incarico di supervisore arbitrale per la NBA. Successivamente ha collaborato con gli Harlem Globetrotters, partecipando ai loro tour mondiali ed arbitrandone gli incontri.
È stato il primo arbitro ad essere ammesso nel Naismith Memorial Basketball Hall of Fame.